# Meteorologiåret 1956

## Händelser

### Januari
- 5 januari - En storm med underkylt regn i Kanada slår till mot Prince Edward Island och New Brunswick. Hundratals personer lämnas utan el och vatten [1].

### Februari
- 1 februari – I Utena, Litauiska SSR, Sovjetunionen uppmäts temperaturen −42.9 °C(−45.2 °F), vilket blir Litauens lägst uppmätta temperatur någonsin [2].
- 2 februari – Vid Estangentosjön i Lérida, Spanien uppmäts temperaturen −32.0 °C (−25.6 °F), vilket blir Spaniens lägst uppmätta temperatur någonsin [3].
- 9 februari - I Gävle, Sverige uppmäts temperaturen -33,7° C vilket innebär nytt lokalt köldrekord [4].
- 13 februari - En så kallad fåk-snöstorm lamslår den svenska ön Öland [5].
- 15 februari – I Babno Polje, SR Slovenien, Jugoslavien uppmäts temperaturen - 34.5 °C (-30 °F), vilket blir Sloveniens lägst uppmätta temperatur någonsin [6].
- 15-28 februari – 118 centimeter snö uppmäts i Untra, Sverige vilket innebär snödjupsrekord för Uppland [7].
- 16 februari – I Babno Polje, SR Slovenien, Jugoslavien uppmäts temperaturen - 34.5 °C (-30 °F), och därmed tangeras Sloveniens köldrekord från gårdagen [6].
- 28 februari – I Daugavpils, Lettiska SSR, Sovjetunionen uppmäts temperaturen −43.2 °C (−45.8 °F), vilket blir Lettlands lägst uppmätta temperatur någonsin [8].

### Mars
- 27 mars – Vindarna blåser i 70 mph i Houston, Texas, USA och orsakar skador för 100 000 US-dollar då ett motelltak blåser in [9].

### Maj
- 10 maj – I Alwar, Rajasthan, Indien uppmäts temperaturen + 50.6 °C (123.1 °F), vilket blir Indiens högst uppmätta temperatur någonsin [10].

### Juni
- Juni - Stockholm, Sverige upplever en mycket regnig junimånad [11]
- 14 juni – 8 inch regn i Minnesota, USA orsakar skador för 100 000 US-dollar på åkrar [12].

### Augusti
- Augusti – I Nicosia, Cypern uppmäts temperaturen + 44.4°C (111.9°F), vilket blir Cyperns dittills högst uppmätta temperatur någonsin [13].
- 28 augusti - Vid Kullens fyr, Sverige blåser vinden 29 meter per sekund, vilket innebär svenskt rekord för högsta medelvind [14].

### December
- 24 december – Hela Danmark upplever en så kallad "vit jul" [15].

### Okänt datum
- Polar meteorologi är temat vid den första internationella vetenskapliga kongressen i Norge [16].

## Födda
- 10 januari – Bob Richards, amerikansk meteorolog.
- 17 oktober – Timothy P. Marshall, amerikansk meteorolog.

## Avlidna
- Okänt datum – Sigurd Evjen, norsk meteorolog.

### Fotnoter
1. ↑  ”Dan, Dan the Weatherman's Canadian Weather Trivia Page”. Arkiverad från originalet den 9 september 2013. https://web.archive.org/web/20130909001246/http://www.dandantheweatherman.com/cantriv.html. Läst 23 februari 2011.
2. ↑  ”(Meteorologiniai rekordai Lietuvoje)”. www.meteo.lt. Arkiverad från originalet den 7 augusti 2010. https://web.archive.org/web/20100807195349/http://www.meteo.lt/klim_rekordai.php. Läst 20 augusti 2010.
3. ↑  ”Agencia Estatal de Meteorología”. Arkiverad från originalet den 3 mars 2016. https://web.archive.org/web/20160303184253/http://www.aemet.es/documentos/es/divulgacion/resumen_efemerides/Resumen_extremos.pdf. Läst 3 februari 2011.
4. ↑  SMHI
5. ↑  SMHI
6. 1 2  ”Arkiverade kopian”. Arkiverad från originalet den 4 mars 2016. https://web.archive.org/web/20160304001118/http://www.arso.gov.si/vreme/podnebje/slo_vremenski_rekordi.pdf. Läst 22 oktober 2016.
7. ↑  SMHI
8. ↑  Latvian climatic characteristics. Latvian Environment, Geology and Meteorology Centre. Läst 7 augusti (lettiska)
9. ↑  This Day in Weather History - March Arkiverad 11 juni 2014 hämtat från the Wayback Machine., Minnesota State Climatology Office: DNR Waters
10. ↑  Extreme Weather Events Arkiverad 4 mars 2016 hämtat från the Wayback Machine. India Meteorological Department
11. ↑  SMHI
12. ↑  This Day in Weather History - June Arkiverad 26 juli 2010 hämtat från the Wayback Machine., Minnesota State Climatology Office: DNR Waters
13. ↑  Masters, Jeff (7 augusti 2010). ”National heat records set in 2010”. Weather Underground. Arkiverad från originalet den 20 augusti 2010. https://web.archive.org/web/20100820002618/http://www.wunderground.com/blog/JeffMasters/comment.html?entrynum=1569. Läst 4 februari 2011.
14. ↑  ”SMHI”. Arkiverad från originalet den 28 november 2012. https://web.archive.org/web/20121128014858/http://www.smhi.se/kunskapsbanken/meteorologi/sommarovadret-2008-1.9482. Läst 8 februari 2011.
15. ↑  DMI
16. ↑  MET Arkiverad 15 december 2010 hämtat från the Wayback Machine.